# Ciciliano
Ciciliano est une commune italienne d'environ 1 500 habitants située dans la ville métropolitaine de Rome Capitale dans la région Latium en Italie centrale.

## Géographie
La ville est située au nord-est des monts Prénestiens. Les communes attenantes à Ciciliano sont Capranica Prenestina, Castel Madama, Cerreto Laziale, Pisoniano, Sambuci et San Gregorio da Sassola.

## Administration
| Période                                  | Période | Identité | Étiquette | Qualité |
| ---------------------------------------- | ------- | -------- | --------- | ------- |
|                                          |         |          |           |         |
| Les données manquantes sont à compléter. |         |          |           |         |

## Démographie
Habitants recensés

## Culture et patrimoine
- Site archéologique des Èques, la cité antique de Trebula Suffenas.